# Isabel Fuentes
Isabel Fuentes, conocida como Beli, (Madrid, 1957) es una exjugadora de fútbol española, considerada una de las pioneras de este deporte en España y una de las integrantes de la primera Selección Española de fútbol femenino.

## Trayectoria
Fuentes fue jugadora de fútbol en los años 70 del siglo XX, una de las pioneras en este deporte, gracias sobre todo al apoyo de su padre. Empezó con apenas trece años y disputó el primer partido de fútbol femenino en España entre los clubes Mercacredit y Sizam, que fue organizado por el extremeño Rafael Ruiz Muga, a quien la Guardia Civil se llevó al cuartelillo una vez finalizado el encuentro.
Ocupaba el puesto de defensa central, primero en Pozuelo de Alarcón y después en el Olímpico de Villaverde (barrio del sur de Madrid), equipo con el que llegó a jugar partidos internacionales. También perteneció a la selección española promovida por el ya citado Rafael Muga. El 21 de febrero de 1971, se disputó el primer encuentro de dicha selección contra Portugal en el estadio de La Condomina de la ciudad de Murcia. Unas 3.000 personas fueron testigos del empate a tres goles.
 

Fuentes tuvo que compaginar su pasión por el fútbol con el trabajo en una empresa de artes gráficas: 
“Cuando la Selección Española me llamó, le dije al director que me iba a jugar con ellas. Y aunque no hubo ningún problema, me dijo que tendría que recuperar el tiempo. Tuve que hacer tres o cuatro horas extra al día para poder coger días y jugar".
Este primer combinado nacional no pudo portar la bandera de España en su camiseta porque no lo permitía la Sección Femenina, rama de la Falange durante la dictadura de Francisco Franco que controlaba ese deporte y todos los ámbitos de la vida de las mujeres españolas. Consideraban indigno que representaran al país mientras daban patadas a un balón.
Fuentes considera como algo muy doloroso no haber podido representar a su país de forma oficial: 
“Nos pusieron muchísimas trabas, pero aun así seguimos adelante. Fue muy triste jugar con los colores de España, pero sin la bandera, sin poder representar a lo que más amas, que es tu país”.
La Real Federación Española de Fútbol (RFEF) no hizo oficial el fútbol femenino hasta el 21 de octubre de 1980.
Fuentes dejó el fútbol profesional como jugadora antes de cumplir los veinte años y durante un tiempo fue entrenadora de fútbol sala.

## Reconocimientos
En noviembre de 2019, tuvo lugar un homenaje histórico: bajo el lema 'Somos por vosotras', la Real Federación Española de Fútbol rindió honores a las integrantes de la primera selección oficiosa de 1971, entre las que se encontraba Fuentes, junto a la primera selección oficial de 1983 y a las jugadoras con más de 50 internacionalidades.